# Landsgemeinde
Landsgemeinde (česky volně zemské shromáždění či zemský sněm) je ústavní shromáždění obyvatel s volebním právem, používané ve Švýcarsku, které se koná v určitý den pod širým nebem a se slavnostním ceremoniálem, na němž se hlasuje o podstatných záležitostech a volí se orgány.

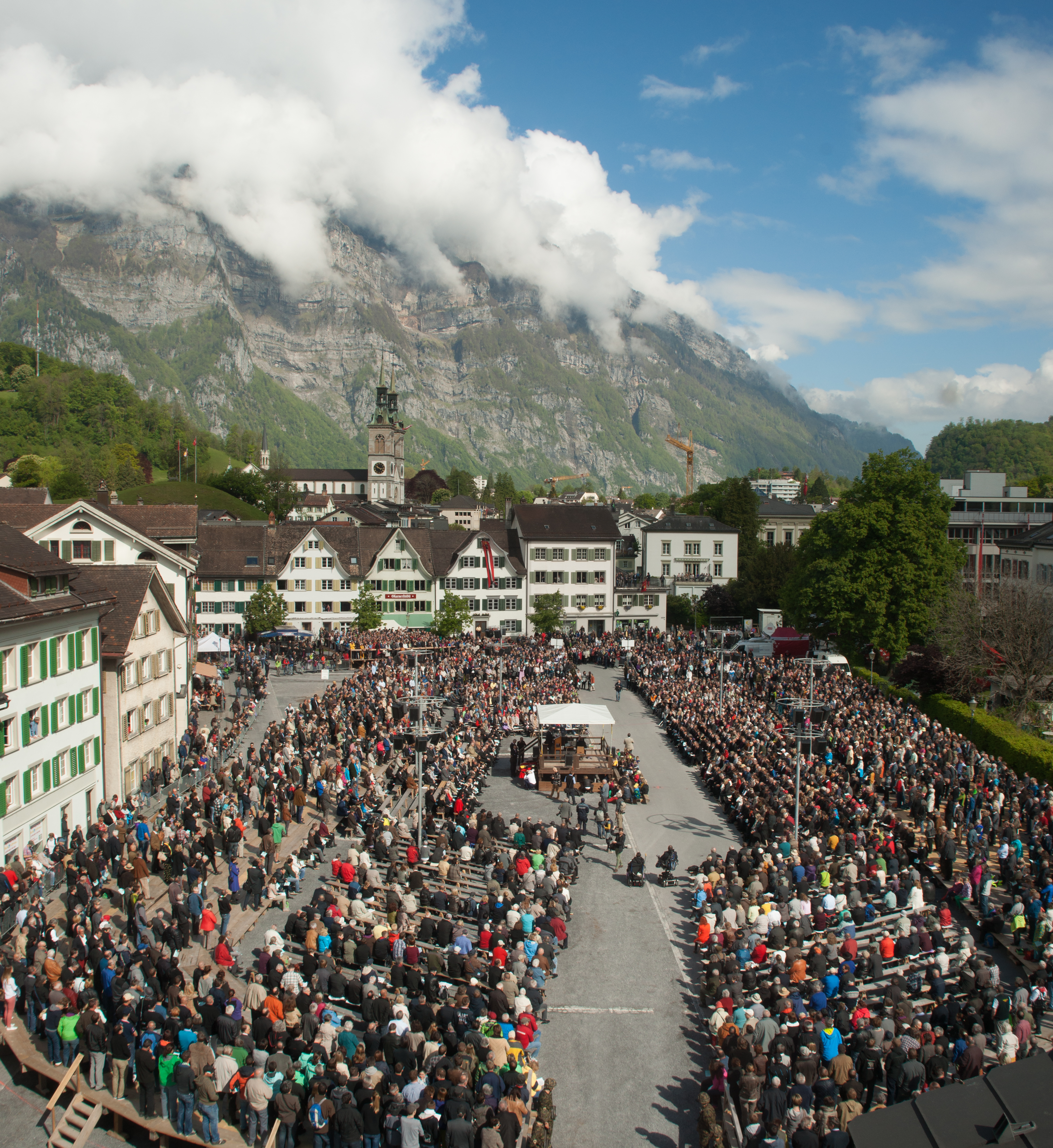
Landsgemeinde v kantonu Glarus (2014)

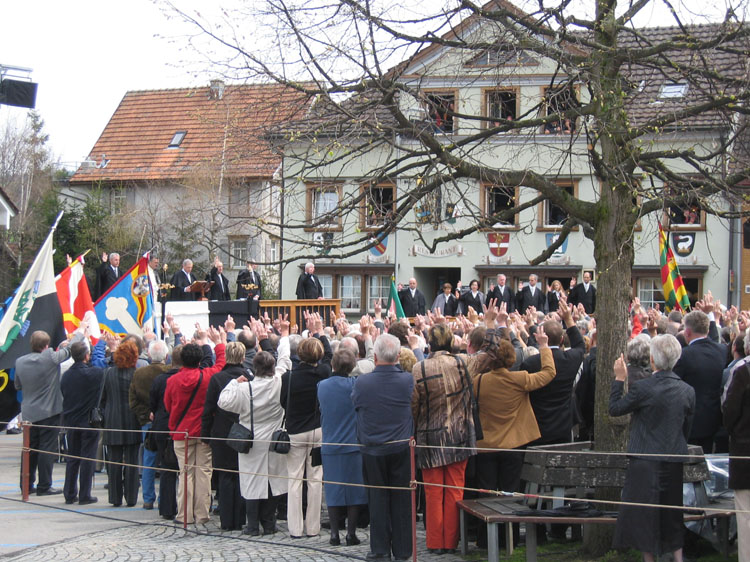
Slavnostní přísaha na landsgemeinde v Appenzellu, duben 2005

Na kantonální úrovni stále existuje v kantonech Appenzell Innerrhoden (v roce 2016 asi 16 000 obyvatel, z toho 11 565 oprávněných voličů) a Glarus (v roce 2016 40 150 obyvatel, z toho asi 26 000 oprávněných voličů).
Srovnatelná instituce existuje u obcí (okresů) kantonu Appenzell Innerrhoden (Bezirke) a v okrese Schwyz v kantonu Schwyz. Podobně jako landsgemeinde fungují i shromáždění korporací, například u místních sdružení Oberallmeindkorporation Schwyz  a Talgemeinde Korporation Ursern. Landsgemeinde je pak „větší sestrou“ obecního sněmu (Gemeindeversammlung), jak se mu říká v menších a středně velkých obcích, zejména v německy mluvícím Švýcarsku.
Tato raná forma přímé demokracie ve Švýcarsku vznikala od pozdního středověku ve švýcarských venkovských městech. Podobá se jiným raným demokratickým rozhodovacím fórům, jako byl germánský thing nebo athénské lidové shromáždění ekklésiá, ale má svůj původ ve středověkém komunalismu a středověkých dvorských shromážděních („Landtage“).

## Kantonální landsgemeinde

### Všeobecně

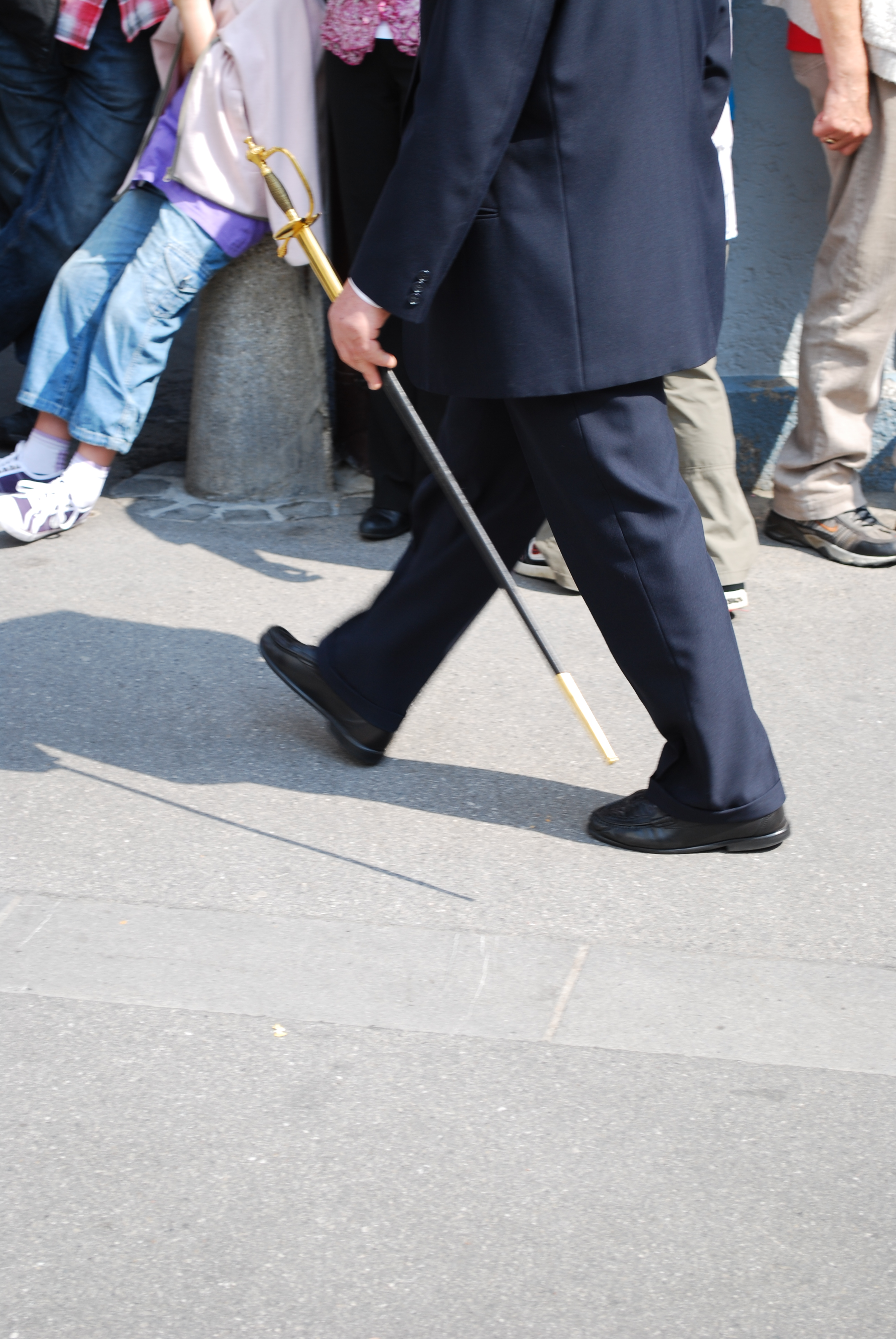
Tradiční „vstupenka“ na shromáždění v podobě šavle

Kantonální shromáždění dodnes existují v kantonech Appenzell Innerrhoden a Glarus; tam tvoří nejvyšší kantonální orgán. Povinnosti se v jednotlivých kantonech vzájemně liší. V Appenzellu Innerrhoden stejně jako v Glarusu se o změnách ústavy, zákonech a velkých výdajích rozhoduje v rámci landsgemeinde, odpovědnost za volby se však liší.
Ve dvou dodnes existujících landsgemeinde se k otázce může veřejně vyjádřit a vystoupit každý, kdo má právo hlasovat; v bývalém landsgemeinde v kantonu Appenzell Ausserrhoden naopak nebyla v kruhu možná žádná diskuse. V obou stále existujících shromážděních platí otevřené zvedání rukou.

### Appenzell Innerrhoden
V kantonu Appenzell Innerrhoden se zemské shromáždění v Appenzellu koná poslední neděli v dubnu, pokud se nepřekrývá s Velikonoční nedělí, kdy se shromáždění přesouvá na první neděli v květnu. Základem pro hlasování (program jednání, právní texty a zpráva o hlasování) je tzv. Landsgemeindemandat. Kromě hlasování o zákonodárných a finančních otázkách se v rámci appenzellského shromáždění koná také volba kantonální vlády (Standeskommission) a kantonálního soudu.
Appenzell Innerrhoden zná nejen lidové iniciativy, ale také individuální iniciativu. Takový podnět může písemně podat kterýkoli volič a shromáždění o něm následně hlasuje. Prostřednictvím těchto individuálních iniciativ byla například v Appenzellu zavedena dělba moci a finanční referendum.
Kromě papírového volebního průkazu se muži v Appenzell Innerrhoden mohou jako doklad o svém volebním právu prokázat také takzvanou Seitengewehr (postranní zbraní), většinou zděděným mečem, případně také bajonetem nebo šavlí.
Před zavedením volebního práva pro ženy se sladkému suvenýru pro muže v rodině říkalo Landsgmeendchroom. Jedním z takových dárků byly Chreempfli, které byly k dispozici pouze v dubnu.

### Glarus
Zemské shromáždění v kantonu Glarus se koná první květnovou neděli. Základem pro hlasování (program jednání, legislativní texty a zpráva o hlasování) je tzv. Memoriál. Kromě hlasování o zákonodárných a finančních otázkách se v rámci Glarner Landsgemeinde konají také volby tzv. landammanna (prezidenta kantonální vlády), landesstatthaltera (místopředsedy kantonální vlády), předsedů soudů a soudců a stanovuje se zde sazba daní.
Kromě lidové iniciativy uznává kanton Glarus také právo individuální iniciativy, zde nazývané pamětní návrh. Takový návrh může podat písemně kterýkoli volič a shromáždění o něm poté hlasuje. Při hlasování nebo Mehren (zákonném termínu pro hlasování) se v Glarusu drží ve vztyčené ruce hlasovací karta.
V rámci Glarner Landsgemeinde se mohou ti, kdo mají právo hlasovat, „hádat, zmenšovat, zvětšovat a hlasovat“. To znamená, že se mohou domáhat slova v každé podstatné věci, žádat o pozměňovací návrh, odložit nebo zamítnout návrh zákona. Právo na změnu zavedlo volební právo žen na všech úrovních v roce 1971. Původní návrh zákona o referendu obsahoval pouze práva na nižších úrovních samosprávy (např. školské samosprávy). V květnu 2006 bylo rovněž prostřednictvím pozměňovacího návrhu rozhodnuto o sloučení původních 25 obcí kantonu do pouhých tří. Původní návrh zákona počítal s deseti obcemi.

## Historie

### Vznik a vývoj

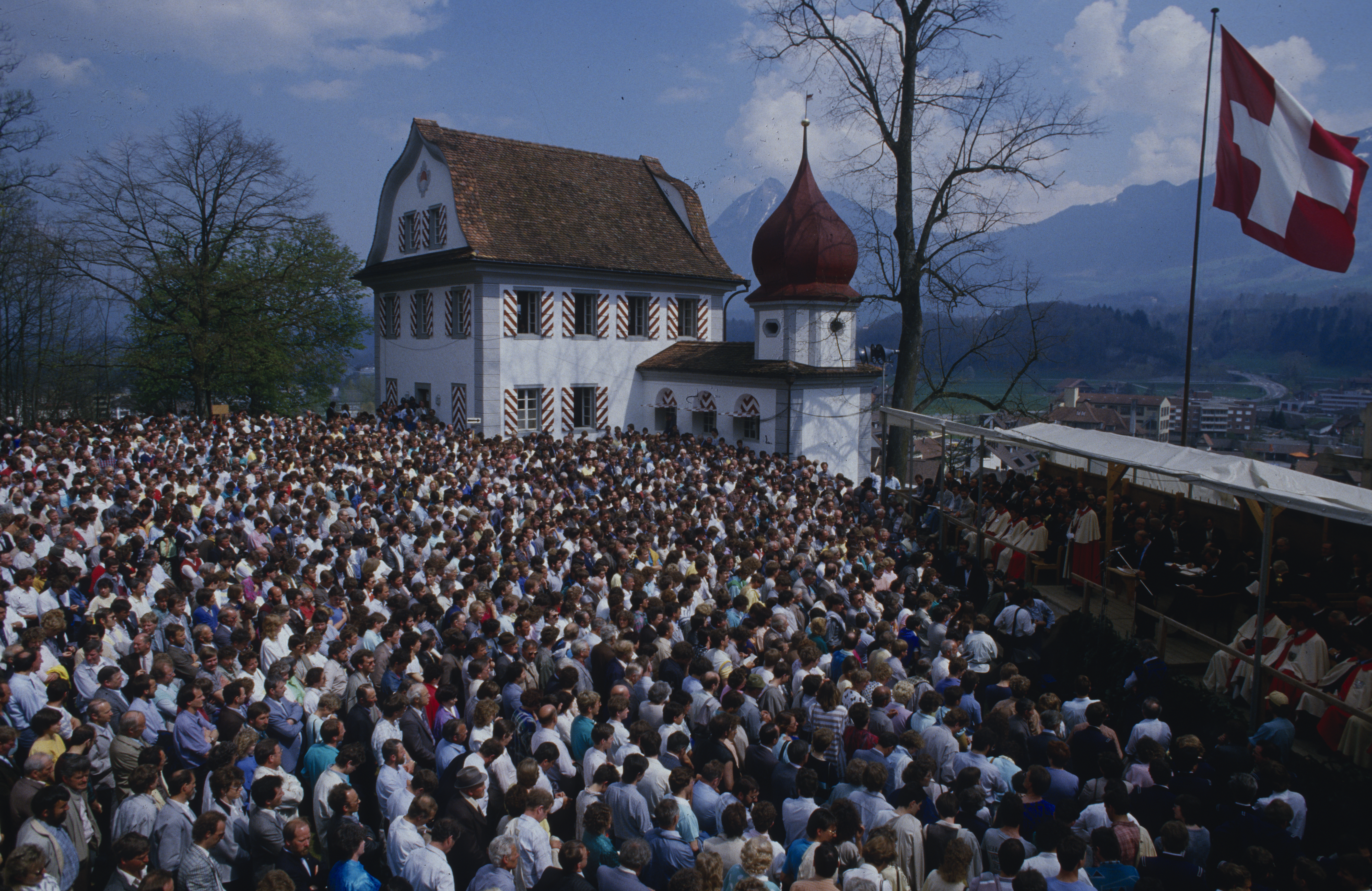
Landsgemeinde v Sarnenu, kanton Obwalden (1987)

Landsgemeinde na kantonální, regionální a komunální úrovni má svůj původ ve středověkém tzv. komunalismu nebo středověkých Landtage (dvorských shromážděních). Od 13. století převzala zemská města ve středním Švýcarsku dřívější pravomoci panských rychtářů a celou soudní pravomoc a místo rychtáře jmenovala ammanna, čímž nakonec vznikl sněm, z něhož se nejen vynášela spravedlnost, ale který také volil, řídil a stanovoval právo. Mezi rané termíny patří „společenství lidí z údolí“ (Uri, od 1231) a Landtag (Schwyz, od 1294); koncem středověku se ustálil termín Landsgemeinde.
Landsgemeinde raného novověku mělo s dnešním shromážděním jen málo společného: často převládala jednomyslnost, neexistovala dělba moci (jednalo se o správní, zákonodárný a soudní orgán v jednom) a neexistovala rovnost občanů. Mnohem spíše se jednalo o shromáždění privilegovaných zástupců údolí a obcí, svázaných do rodů s ekonomickými a rodinnými závislostmi, které nebyly imunní vůči manipulaci ze strany vedoucích rodů ani vůči revoltám. Krajan se nezúčastňoval z titulu své osoby, ale z titulu příslušnosti k místnímu kolektivu, a musel reprezentovat jeho názor. Z účasti byly navíc vyloučeny velké části obyvatelstva, jako například všichni sedláci a rolníci a všichni obyvatelé poddanských území (např. ve venkovských oblastech Schwyzu).
S Francouzskou revolucí a Helvétskou revolucí zemská shromáždění ztratila svou všemocnost a v rozsahu, v jakém přežila, se v průběhu 19. století proměnila v ústavně začleněnou instituci zbavenou řady pravomocí. Jejich vliv na vznik přímé demokracie v kantonech v 19. století je nicméně významný, i když spíše jako ideologický referenční bod než jako model.

### Bývalá shromáždění

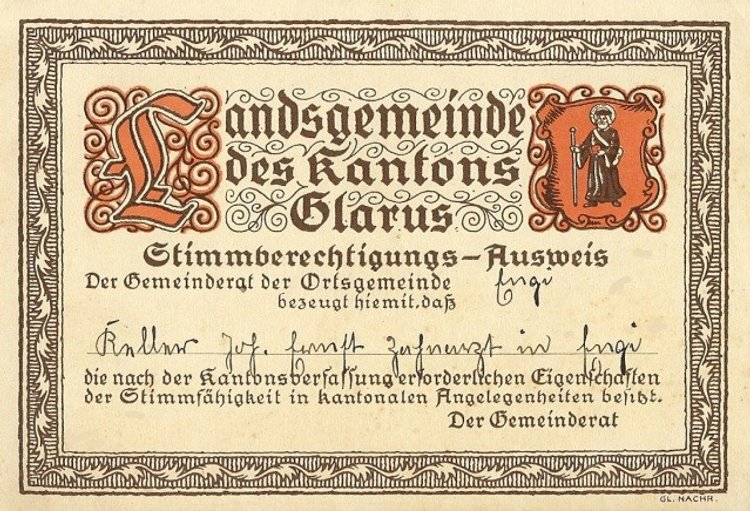
Hlasovací karta pro landsgemeinde (Glarus, 1921)

#### Přehled
Po roce 1815 mělo osm švýcarských kantonů landsgemeinde stále zavedeno na kantonální úrovni – kromě Glarusu a Appenzellu Innerrhoden také Zug, Schwyz, Uri, Obwalden, Nidwalden a Appenzell Ausserrhoden (poprvé zmíněný v dokumentech v roce 1403).
Shromáždění byla zrušena:
- 1848 v Zugu
- 1848 ve Schwyzu
- 1928 v Uri (na základě hlasování právě na zemském shromáždění)
- 1996 v Nidwaldenu (na základě hlasování)
- 1997 v Appenzellu Ausserrhoden (na základě referenda, viz níže)
- 1998 v Obwaldenu (na základě referenda)

V kantonech Graubünden a Schwyz pak existovala regionální shromáždění, která byla v průběhu 20. a 21. století zrušena; viz níže.

#### Zrušení landsgemeinde v kantonu Appenzell Ausserrhoden

Landsgemeinde v Hundwilu v roce 1949

Zemské shromáždění v kantonu Appenzell Ausserrhoden bylo zrušeno v referendu, o kterém se předtím rozhodlo na shromáždění 28. září 1997 (54,0 % hlasů pro a 61 % účast). Na shromáždění v roce 1993 se voliči jasně vyslovili pro jeho zachování.
Zrušení předcházel desítky let trvající spor o zavedení kantonálního volebního práva žen. Mužští švýcarští voliči schválili zavedení volebního práva pro ženy na federální úrovni již v roce 1971, ale většina kantonu Appenzell Ausserrhoden, stejně jako celé východní Švýcarsko, jej odmítla (nesouhlasilo 60,1 % voličů, na federální úrovni však pouze 34,3 %). Velmi těsné schválení příslušné ústavní změny na shromáždění v roce 1989 bylo kontroverzní. Pokud se nepodařilo dosáhnout jasného rozhodnutí pomocí nástroje mehren (vizuální určení většiny z pódia), stanovy stanovily, že rozhodující hlas může mít landammann (prezident kantonální vlády). Po opakovaném mehren prohlásil landammann návrh zákona za přijatý. Landammann a vláda své jednání zdůvodňovali těsnou, ale jasnou většinou hlasů, zatímco kritici to vysvětlovali jako záměrné nerespektování vůle lidu a „vynucování“ rozhodnutí ve prospěch vládní rady. Tato událost názorně ukázala křehkost rozhodování na shromáždění. V důsledku toho se mnozí zastánci původní formy stáhli a již se neúčastnili činnosti landsgemeinde.
Lidová iniciativa za „znovuzavedení landsgemeinde v kantonu Appenzell Ausserrhoden“ byla v hlasování 13. června 2010 zamítnuta většinou 70,3 % hlasů.

## Regionální a místní landsgemeinde v kantonech

### Appenzell Innerrhoden
V kantonu Appenzell Innerrhoden se každé dva roky konají v neděli po kantonálním zemském shromáždění okresní, resp. obecní sněmy (Einwohnergemeinden), na nichž se volí příslušný okresní hejtman (starosta obce), ostatní členové okresní rady (Gemeinderat) a po jednom členu okresního soudu, jakož i členové kantonální rady náležející danému okresu. V okrese (obci) Oberegg se však volí pomocí hlasovacích lístků.

### Graubünden
V kantonu Graubünden existovalo v minulosti ve většině z 39 okresů, které existovaly do roku 2016, landsgemeinde, nazývané ve walserské němčině Bsatzig nebo v rétorománštině cumin, mastralia či tschentada. V době, kdy se ještě každé dva roky volila Velká rada kantonu, se každé dva roky první květnovou neděli konala také shromáždění.
Úkolem zemských shromáždění byla volba zástupce (zástupců) okresu do kantonálního parlamentu (Velké rady), volba jeho (jejich) zástupce (zástupců) a volba zemského prezidenta (Landammann) a jeho hejtmana (zástupce). Až do roku 2001, kdy vstoupila v platnost nová organizace soudů v Graubündenu, zahrnovala také volbu okresního soudu, jeho předsedy a smírčího soudce.
V posledních letech a desetiletích byla většina shromáždění zrušena a zavádí se tajné hlasování; v roce 2009 to například postihlo Bsatzig v údolí Schanfigg (dnes součást obce Arosa). Podle průzkumu matričního úřadu v Graubündenu mělo ještě na začátku roku 2014 šest okresů landsgemeinde: Churwalden, Küblis, Luzein, Ruis, Safien a Schams. Vzhledem k tomu, že okresy byly zrušeny, když v roce 2016 vstoupila v platnost územní reforma, poslední landsgemeinde v Graubündenu se konalo v květnu 2014.
Historicky sahají graubündenská shromáždění až ke shromážděním v jurisdikci Svobodného státu tří legií (Drei Bünde).

### Schwyz
Okres Schwyz je jediným okresem v kantonu Schwyz, kde se stále koná landsgemeinde. Volí okresního starostu, okresní radní, okresního tajemníka a okresní soudce a rozhoduje o financích a rozpočtu. Záležitosti týkající se soudnictví, správy nižších středních škol a vodního a silničního hospodářství se projednávají v landsgemeinde, ale od roku 1984 se o nich rozhoduje tajným hlasováním do volebních uren. 
Společnost Oberallmeindkorporation Schwyz, jejíž území se z velké části shoduje s územím tzv. Staré země Schwyz (Alten Landes Schwyz), pořádá do současnosti každoroční shromáždění ve vesnici Ibach, spadající pod město Schwyz.
Okres March, poddanská oblast Staré země Schwyz, měl v pozdním středověku a raném novověku podobné politické uspořádání jako Země Schwyz. Do roku 1999 se v něm také konalo landsgemeindel, která se scházelo na náměstí Landsgemeindeplatz v Lachenu.

### Obecní shromáždění
V německy mluvícím Švýcarsku je stále rozšířená tradice lidového shromáždění na komunální úrovni, kde se nazývá obecní shromáždění Gemeindeversammlung. Příležitostně se konají komunitní setkání pod širým nebem zvaná „Landsgemeinden“, například v obcích Ennetbaden či Bergdietikon.